# Bilbao (pel·lícula)
Bilbao és una pel·lícula espanyola de 1978 dirigida per Bigas Luna. Ha estat doblada al català.

## Argument
Un psicópata anomenat Leo (Ángel Jovè) s'enamora de Bilbao (Isabel Pisano), una prostituta, a la qual segresta, en el seu afany per tenir-la per a ell.

## Repartiment
- Ángel Jovè: Leo
- Isabel Pisano: Bilbao
- Francisco Falcon: Pimp
- Maria Martin: Maria

## Premis
Seleccionada en el 31è Festival Internacional de Cinema de Canes de 1978, dins de la quinzena de realitzadors.
 Va ser seleccionada per la revista Rockdelux en el lloc 21 de les millors pel·lícules espanyoles del segle xx, llista publicada en el número 223 (novembre de 2004).